# 지블로호

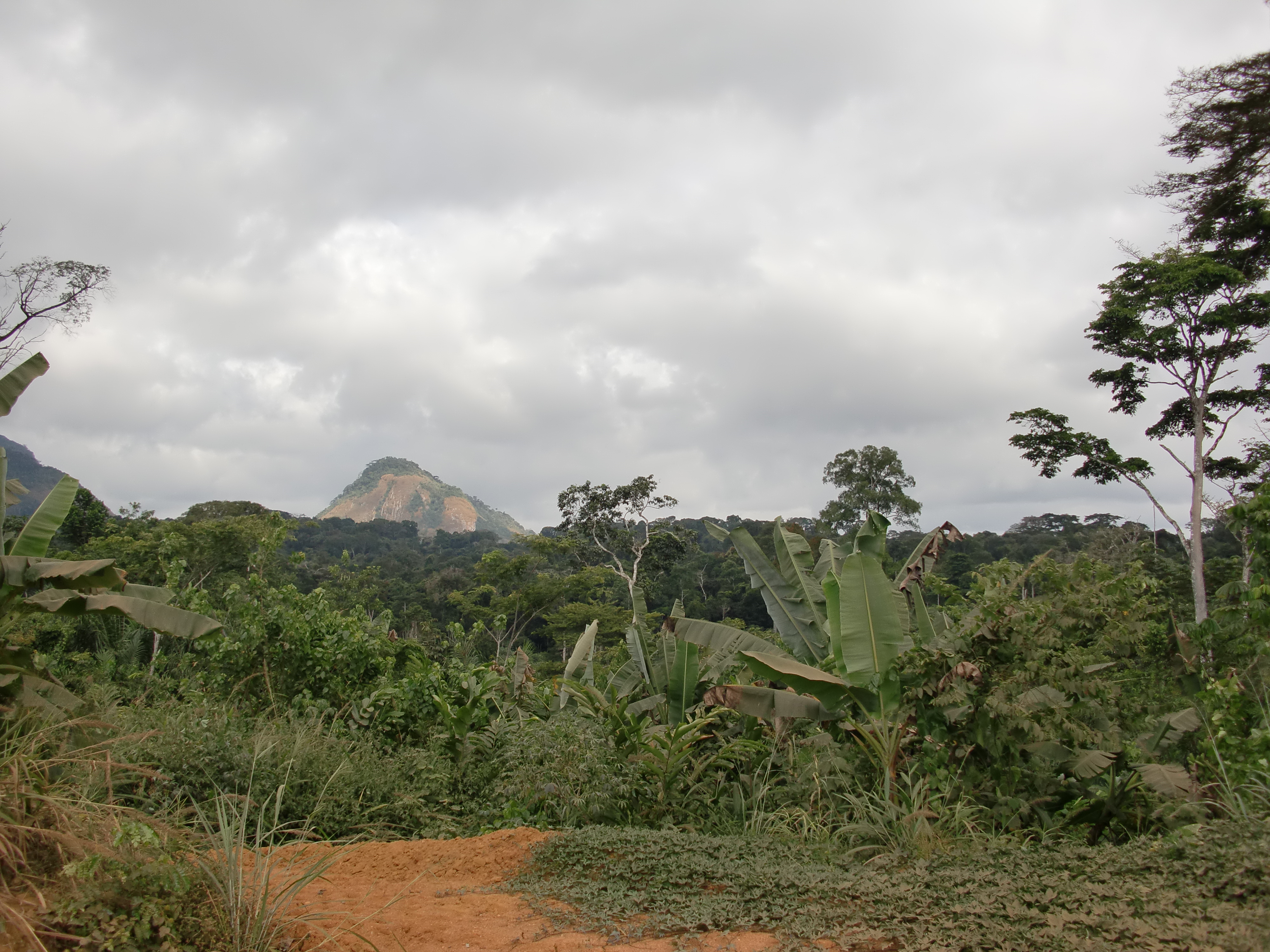

지블로호(Djibloho)는 시우다드데라파스와 음베레를 관할하는 적도 기니의 새로운 주이며, 웰레은사스 주에서 분리되어 설치되었다.